# Mason Gamble
Mason Gamble Wilson (Chicago, Illinois, 16 de enero de 1986) es un exactor estadounidense, conocido por su interpretación de Daniel Mitchell en la película de 1993 Daniel el travieso. También apareció en Bell Anya con Della Reese, protagonizada por un niño disléxico. En 1999, interpretó a Brady Lang en la película Arlington Road. Tuvo un papel destacado en el drama de CBS Kate Brasher (2001), del cual sólo se emitieron seis capítulos. Además, interpretó un pequeño papel como McCluckey en la comedia Espía como puedas.

## Biografía y vida personal
Mason Gamble es hijo de Sally y Tim Gamble, un actor. Se graduó en la Escuela Secundaria Oak Park and River Forest en 2004. Asistió a la UCLA y se graduó en 2008. Fue miembro de la fraternidad Pi Kappa Alpha en la UCLA.

## Filmografía

### Cine
- Daniel el travieso (1993) - Daniel Mitchell
- Justo a tiempo (1996) - Noah
- Espía como puedas (1996) - McCluckey
- Bad Moon (1996) - Bred
- Gattaca (1997) - Vincent Freeman (de niño)
- Rushmore (1998) - Dirk Calloway
- Arlington Road (1999) - Brady Lang
- The Rising Place (2001) - Franklin Pou (a los 12 años)
- A Gentleman's Game (2002) - Timmy Price
- El problema con Dee Dee (2005) - Christopher Rutherford
- Golf in the Kingdom (2010) - Michael Murphy

### Televisión
- Early Edition (1996) - Bryce Porter (1 episodio)
- ER (1997) - Robert Potter (1 episodio)
- Bell Anya (1999) - Scott Rhymes
- Hollywood recuerda a Walter Matthau (2001) - Él mismo
- Cerca de casa (2005) - Derrick Adler (1 episodio)
- CSI: Miami (2006) - Scott Satlin (1 episodio)